# Корона Карла Великого

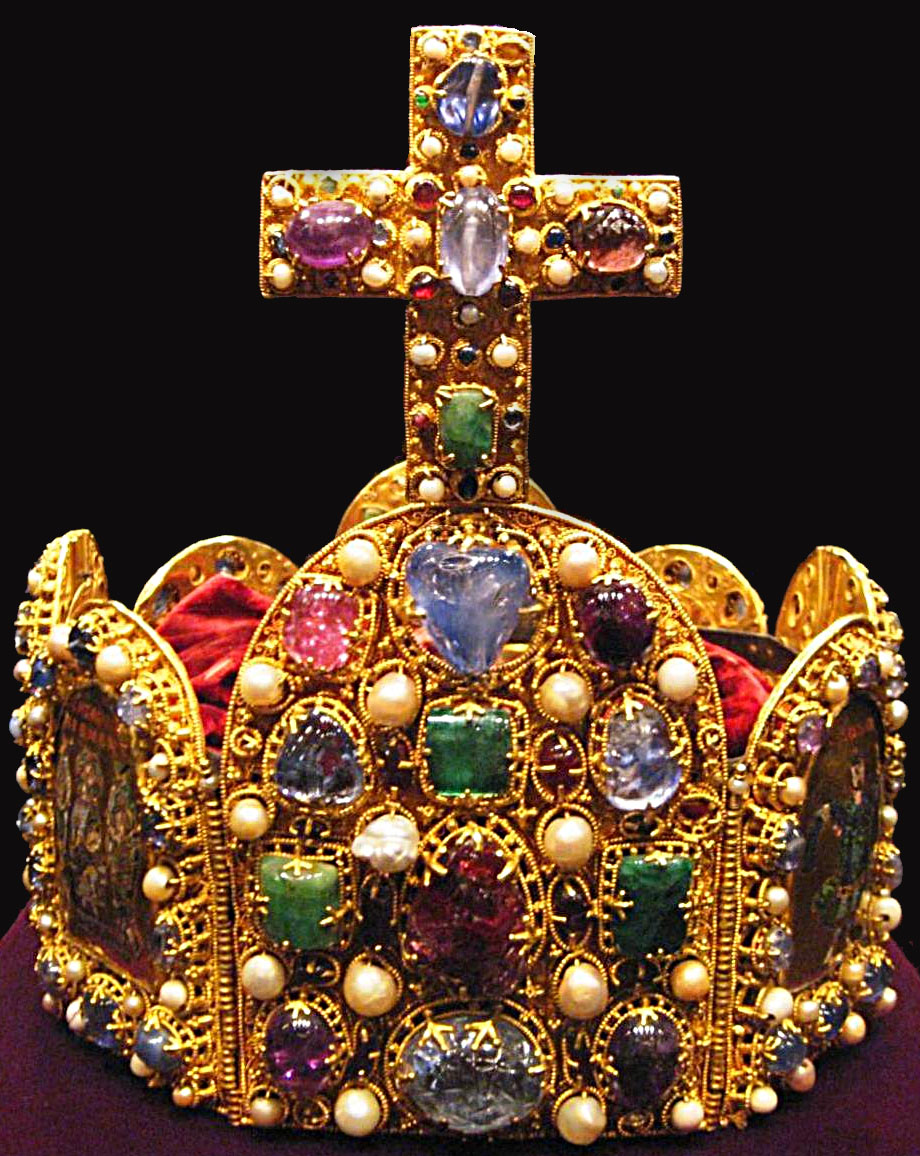
Имперская корона. Вид спереди.

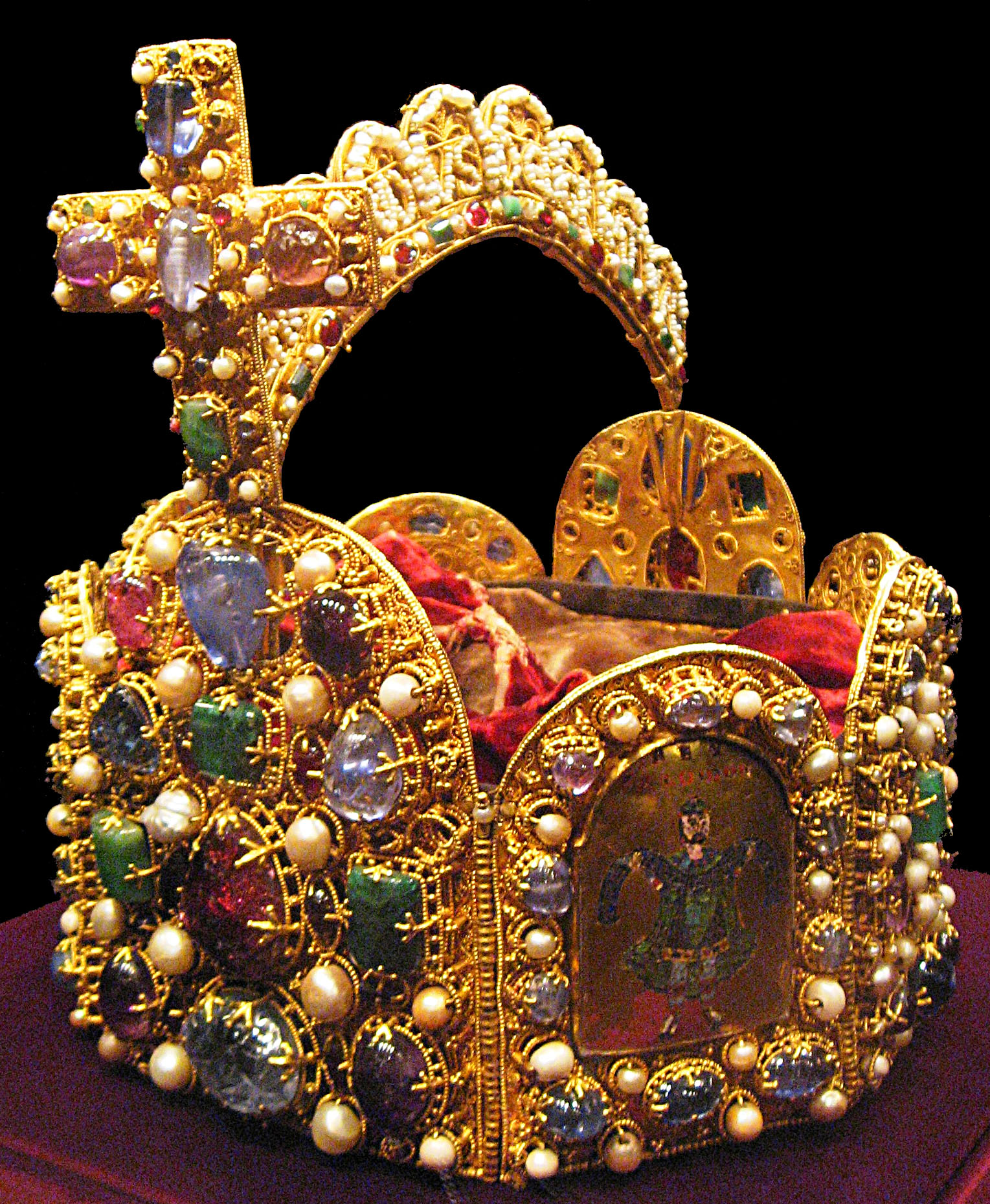
Имперская корона. Вид сбоку.

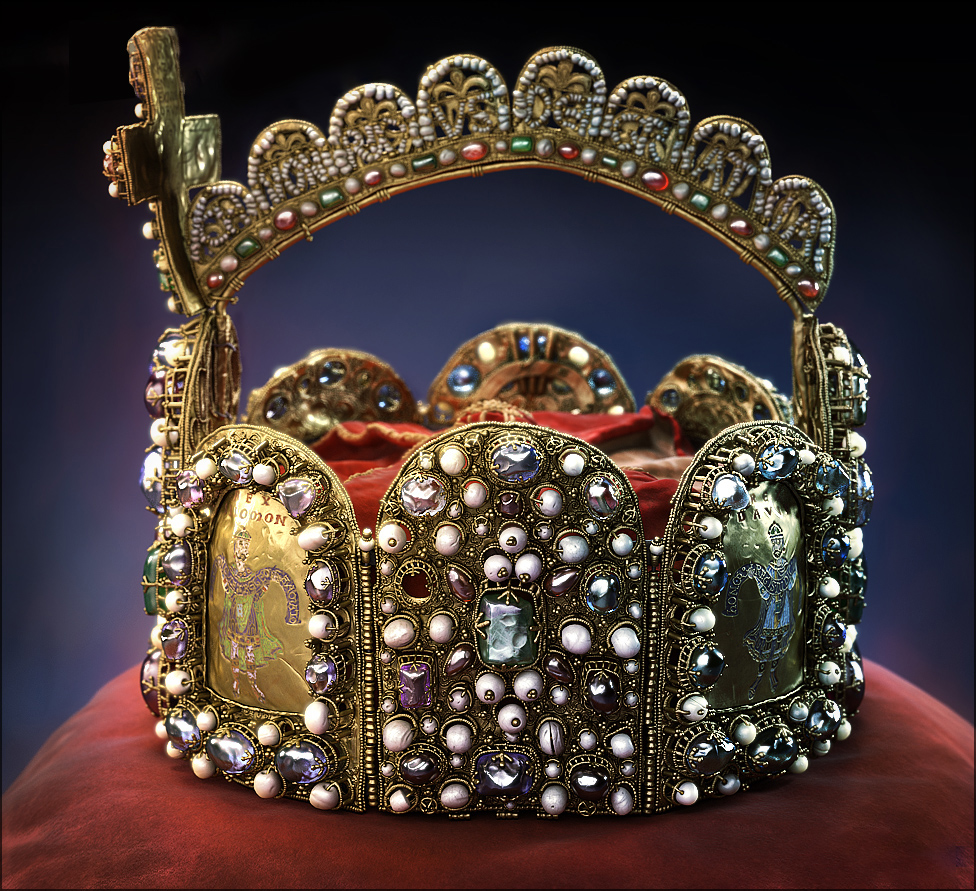
3D-иллюстрация имперской короны.

Имперская корона или Корона Карла Великого (нем. Reichskrone) — корона королей и императоров Священной Римской империи, которой короновались почти все германские монархи раннего Средневековья, начиная с Конрада II. Корона была изготовлена вероятнее всего в конце X века. Первое упоминание о ней появилось в XII веке.

## История
Корона была изготовлена для императора Оттона I Великого или его сына Оттона II (как императора-соправителя) во второй половине X века, возможно, в мастерских бенедиктинского аббатства в Райхенау или в Милане.
Наряду с имперским крестом (нем. Reichskreuz), имперским мечом (нем. Reichsschwert) и Святым Копьём (нем. Heilige Lanze) корона была самой важной частью императорских регалий (нем. Reichskleinodien). Во время коронации корона вручалась новому монарху вместе со скипетром (нем. Zepter) и державой (нем. Reichsapfel). Императорские регалии Священной Римской империи, особенно корона Карла Великого, с 1424 по 1796 год хранились в Нюрнберге, исторической столице Франкского государства, и могли были быть вывезены к месту коронации нового императора, после чего возвращались к месту постоянного хранения. В 1796 году во время Наполеоновских войн Нюрнберг был занят французскими войсками, но корону успели передать на хранение в Регенсбург, а в 1800 году в Вену. В настоящее время корона и императорские регалии выставлены в императорской сокровищнице дворца Хофбург в Вене (Австрия), так как последний император Священной Римской империи Франц II отказался вернуть её, несмотря на письменные обязательства. В 1938 году возвращена в Нюрнберг, в 1946 году — в Вену. Из-за неурегулированного правового статуса Австрийское правительство отказывается выставлять её за границей.

## Описание

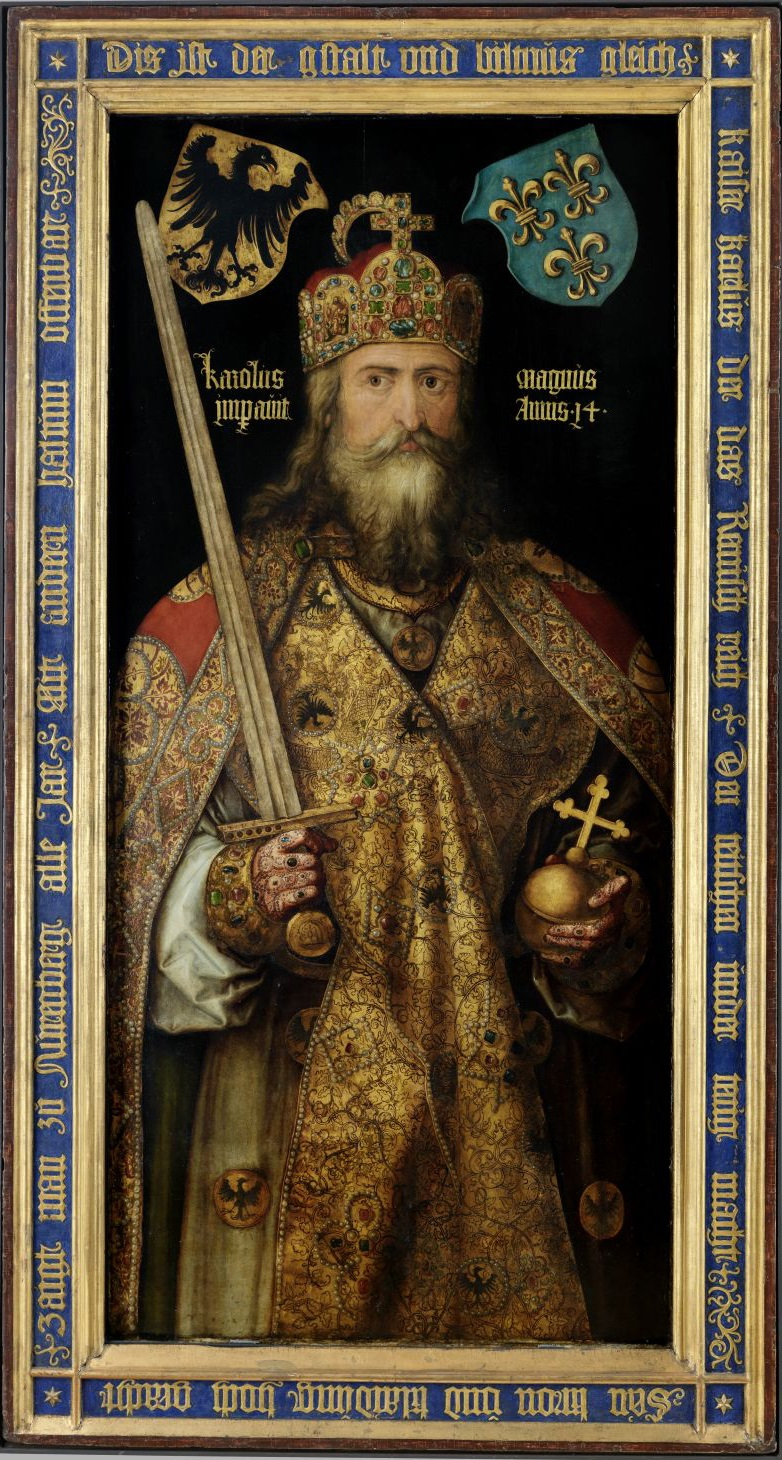
Портрет Карла Великого в короне, с державой и мечом в руках. А. Дюрер. Германский национальный музей. Нюрнберг

Корона Карла Великого отличается от других известных корон и имеет оригинальную восьмигранную форму. Вместо круглого венца основание выполнено в форме восьмиугольника. Корона выполнена из восьми закругленных кверху пластин. Пластины посредством золотых заклёпок прикреплены к двум металлическим лентам внутри короны, и замыкая её, дают восьмиугольную форму. Когда и где были изготовлены металлические ленты и собрана корона — неизвестно.
Пластины короны сделаны из качественного золота, и украшены 144 драгоценными камнями (в т.ч. сапфир, изумруд и аметист) и жемчугом. Жемчуг и камни помещены в оправы без задней стенки, создавая эффект сияния камней изнутри.
Четыре пластины меньшего размера украшены картинами с эпизодами из Библии, в технике византийской перегородчатой эмали. Эти четыре пластины, названные Bildplatten, изображают три эпизода из Ветхого Завета и один из Нового Завета. Три ветхозаветных показывают царей Давида, Соломона и Езекию с пророком Исаией. Новозаветная пластина представляет Иисуса с двумя серафимами. Другие четыре пластины, названные каменными пластинами (Steinplatten), имеют бо́льшие размеры и украшены исключительно драгоценными камнями и жемчугом.
Двенадцать драгоценных камней на налобной пластине символизируют 12 апостолов Нового Завета. Двенадцать камней на затылочной — 12 колен Израилевых Ветхого Завета. Оттонианские короли считали себя преемниками апостолов и первосвященников.
Венчает корону высокая дуга с жемчужным шитьем с именем Конрада II. В месте соединения дуги и налобной пластины укреплен крест, который датируется годами правления Генриха II (1002—1024). Его лицевая сторона выложена драгоценными камнями и жемчугом и символизирует победу. На гладкой внутренней стороне выгравирована фигура распятого Спасителя.
Таким образом императорская корона имеет христологическое значение: император правит от имени Иисуса Христа, от которого получает силу и которому дает отчет о своих деяниях. «[PER] ME REGES REGNANT» (Моим именем правят цари) — написано на латыни на боковой эмалевой вставке с изображением Христа во Славе.

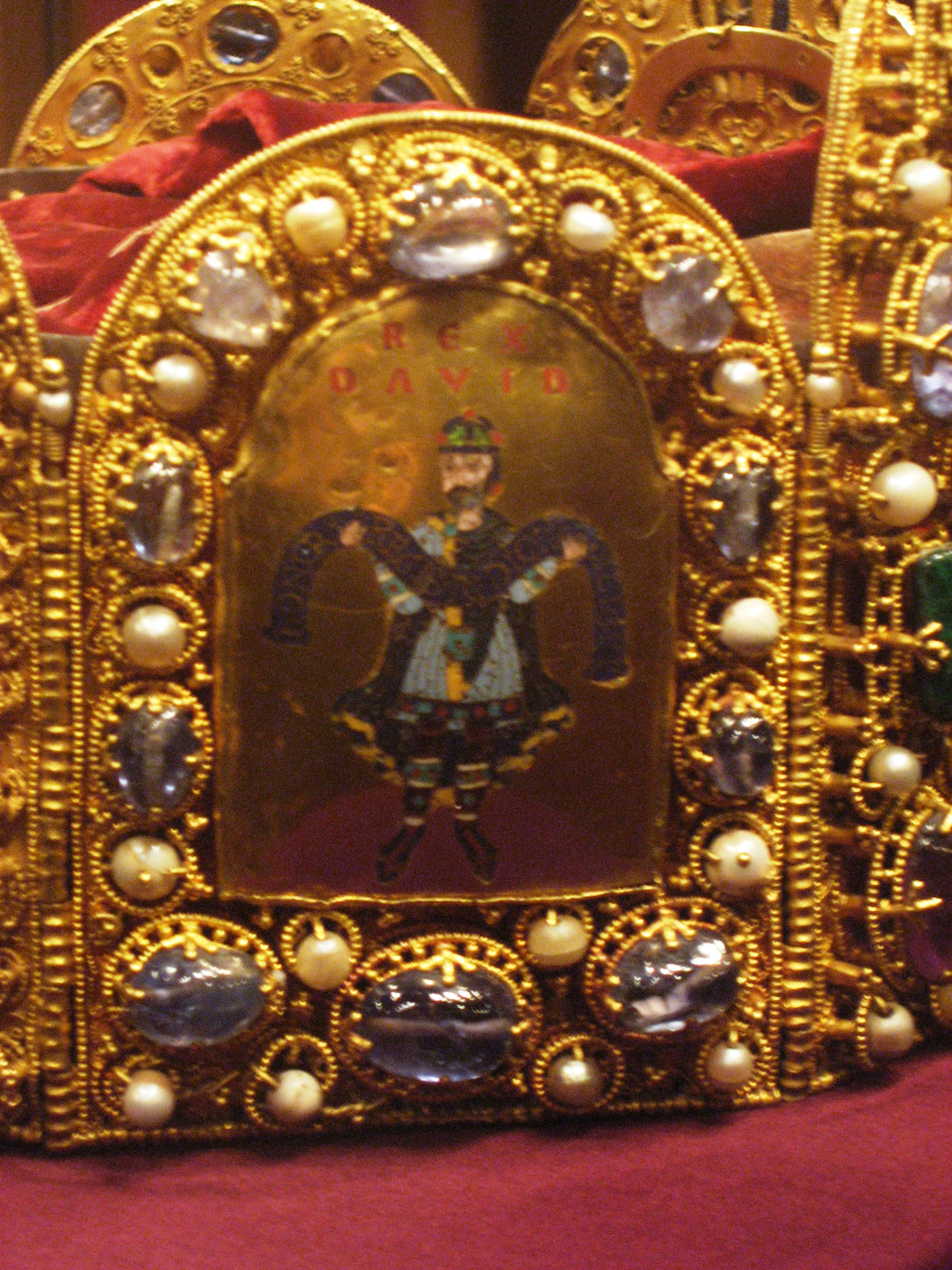
Царь Давид (Подпись на короне: лат. Rex David)
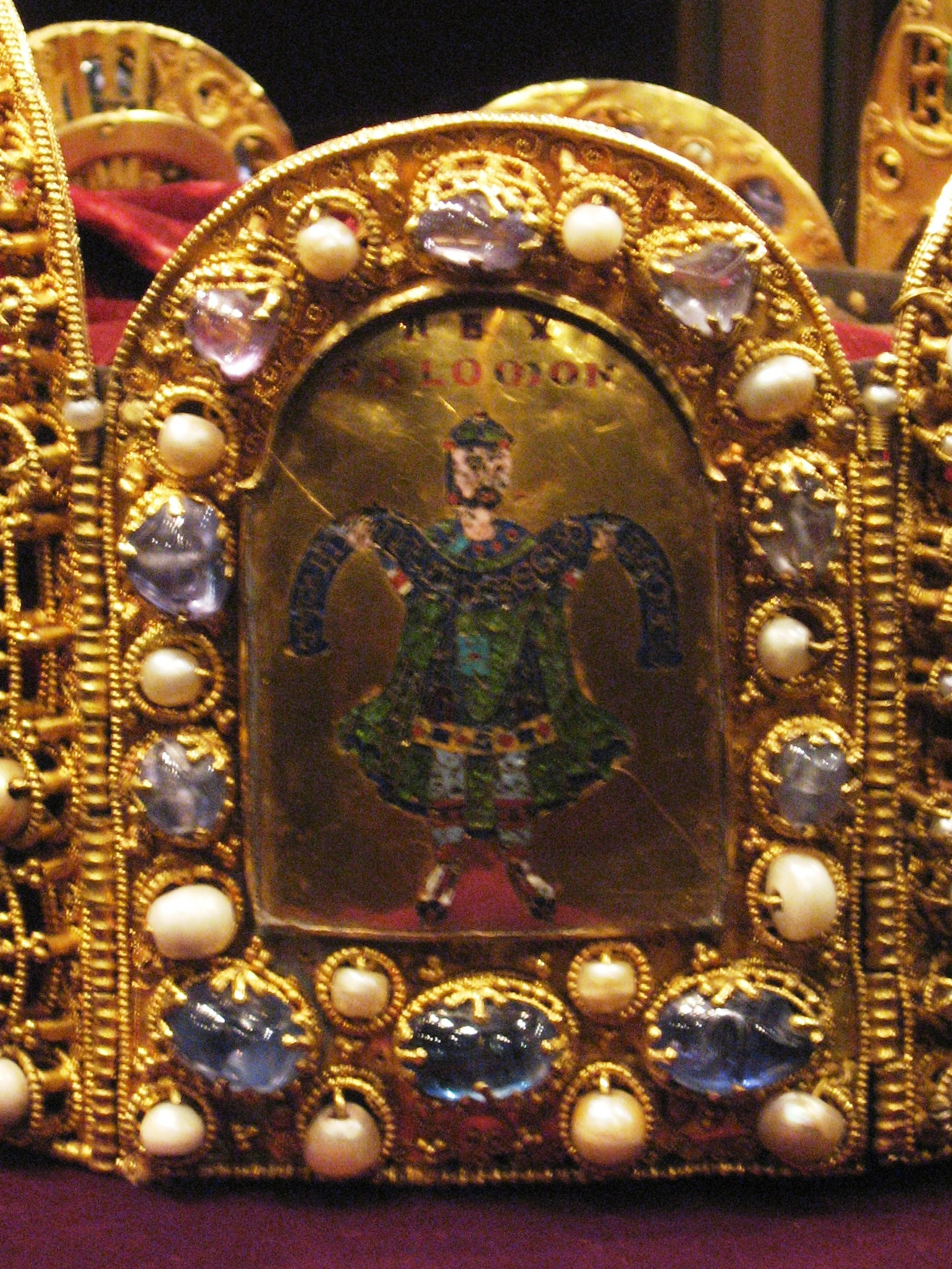
Царь Соломон (лат. Rex Salomo)
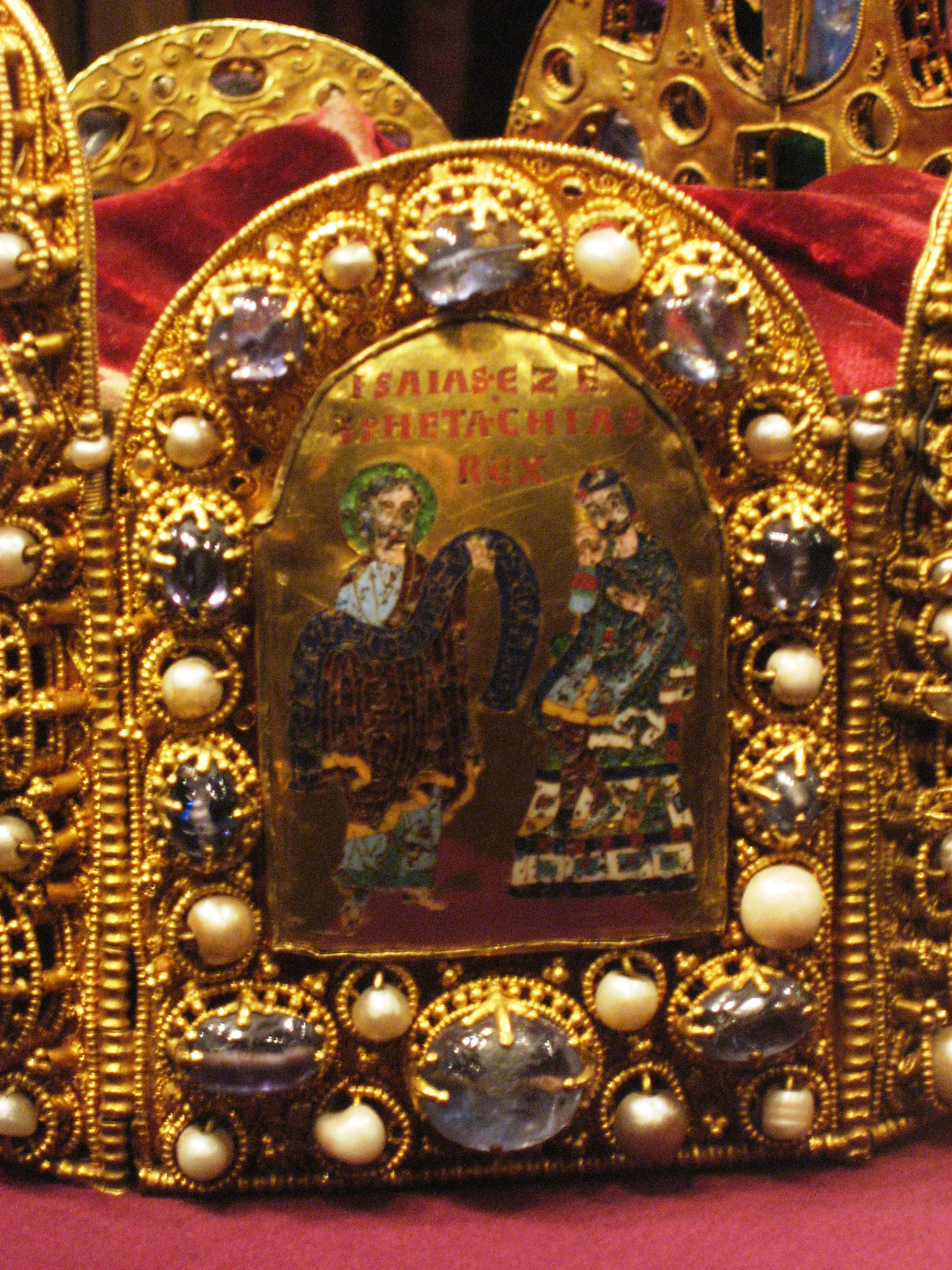
Езекия встречает пророка Исайю (лат. Isaiasez e Ephetachiae Rex)
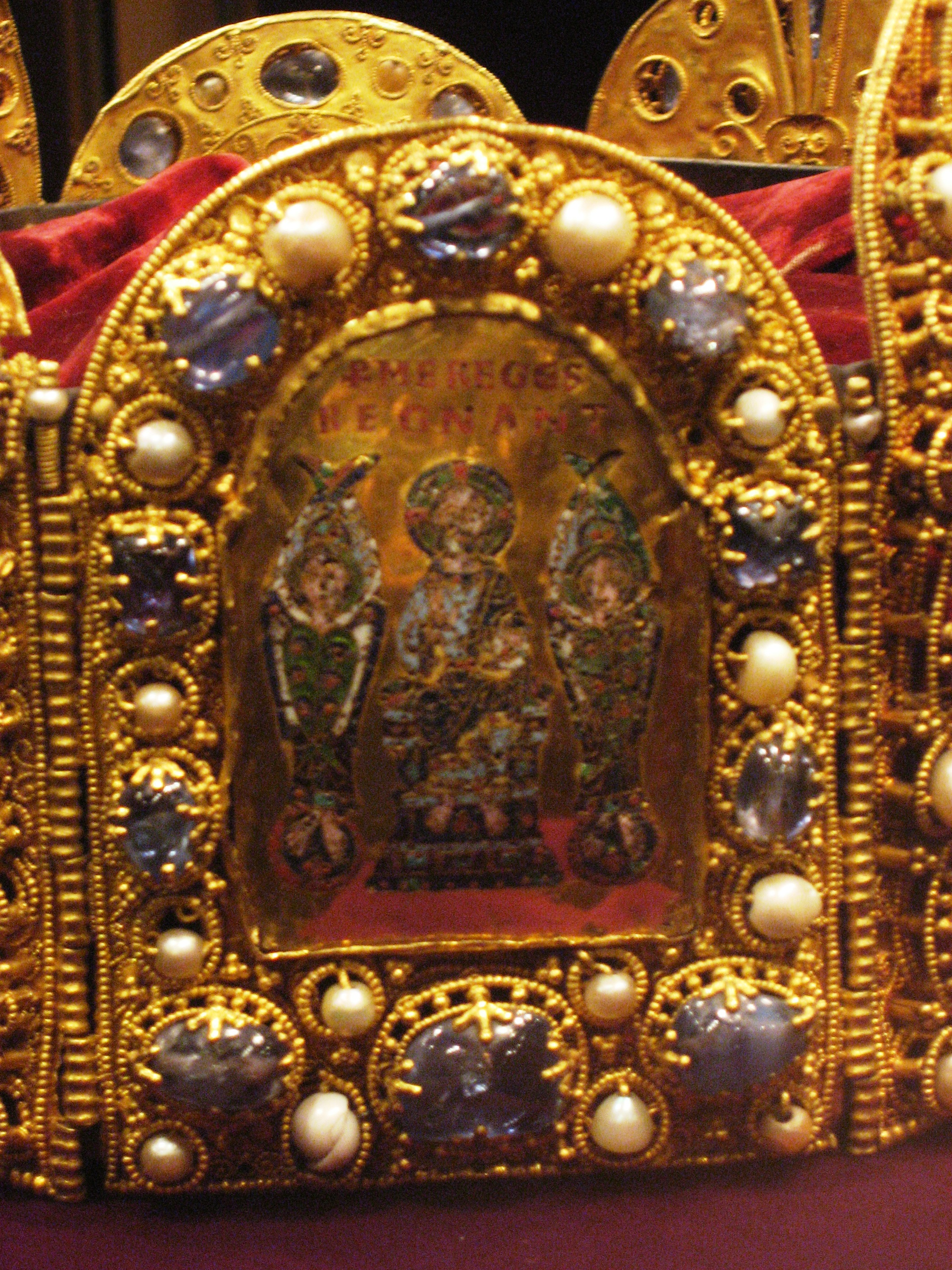
Христос с двумя серафимами (лат. (per) Me Reges Regnant)